# Prix Albert-Caquot
Le Prix Albert-Caquot est un prix attribué chaque année par l'« Association Française de Génie Civil » (consulté le 26 mars 2015) (AFGC).  Son nom a été donné en mémoire et hommage à Albert Caquot, un célèbre ingénieur civil français. 
Ce prix, attribué par le conseil d'administration de l'association, récompense un ingénieur pour l'ensemble de sa carrière, en particulier pour ses travaux scientifiques et techniques, pour ses projets et ses réalisations, mais aussi pour ses qualités morales et son rayonnement dans le monde de la construction.
Il est donné une année sur deux à un ingénieur français membre individuel de l'AFGC et l'année suivante à un ingénieur étranger.

## Ingénieurs récompensés
| Liste des ingénieurs récompensés | Liste des ingénieurs récompensés     | Liste des ingénieurs récompensés |
| Année                            | Nom                                  | Fonction |
| -------------------------------- | ------------------------------------ | --- |
| 1989                             | Fritz Leonhardt                      | Spécialiste allemand des grands ponts, professeur à l'Université de Stuttgart Ingénieur Conseil |
| 1990                             | Pierre Xercavins                     | Collaborateur de Freyssinet puis ingénieur Conseil, pionnier français du béton précontraint |
| 1991                             | Franco Levi (it)                     | Pionnier italien du béton précontraint et professeur émérite à l'École polytechnique de Turin |
| 1992                             | Henri Mathieu                        | Ingénieur Général des Ponts et Chaussées |
| 1993                             | Bruno Thürlimann (de)                | Professeur à l'École polytechnique fédérale de Zurich |
| 1994                             | Roger Lacroix & Jean-Claude Foucriat | Ingénieurs Consultants |
| 1995                             | Tung-Yen Lin                         | Professeur Honoraire à l'Université de Berkeley Ingénieur Conseil |
| 1996                             | Jean Muller                          | Pour son rôle de pionnier dans la construction des ponts en béton précontraint |
| 1997                             | René Walther                         | Professeur Honoraire à l'École polytechnique de Lausanne Ingénieur Conseil |
| 1998                             | Jacques Bietry                       | Directeur Centre scientifique et technique du bâtiment, Nantes |
| 1999                             | Jörg Schlaich                        | Professeur à l'Université de Stuttgart |
| 2000                             | Pierre Richard                       | Directeur Scientifique chez Bouygues Inventeur des bétons à poudres réactives |
| 2001                             | Alan Garnett Davenport (en),         | Professeur Emeritus – Directeur of boundary Layer Wind Tunnel Laboratory. Université Western Ontario |
| 2002                             | Jacques Mathivat                     | Professeur Honoraire à l'École nationale des ponts et chaussées Ingénieur Conseil |
| 2003                             | John E. Breen                        | Director, Phil M. Ferguson Structural Engineering Laboratory, Austin, Texas The Nasser I. Al-Rashid Chair in Civil Engineering |
| 2004                             | Jacques Brozzetti                    | Professeur honoraire à l'École nationale des ponts et chaussées |
| 2005                             | Jan Moksnes                          | Consultant |
| 2006                             | Michel Virlogeux                     | Ingénieur Conseil |
| 2007                             | José Câncio Martins (pt)             | Ingénieur fondateur de J. L. Câncio Martins Projectos de Estruturas |
| 2008                             | Michel Lévy                          | Directeur de SETEC-TPI |
| 2009                             | Jean-Marie Cremer                    | Directeur général – Bureau Greisch (Liège) |
| 2010                             | Jean-Armand Calgaro                  | Ingénieur Général des Ponts et Chaussées Professeur à l'École nationale des ponts et chaussées Professeur au Centre des hautes études de la construction Membre du Comité technique 250 (Eurocodes) du Comité européen de normalisation (CEN) Président de la Commission française de coordination des Eurocodes                                                 |
| 2011                             | Manfred A. Hirt                      | Professeur ordinaire et directeur du Laboratoire de la construction métallique (ICOM) de l’École polytechnique fédérale de Lausanne (EPFL) jusqu'en 2007. Membre du comité directeur pour les Swisscodes de la SIA. Président de l'AIPC (IABSE) de 2004 à 2007.                                                                                                  |
| 2012                             | Michel Placidi                       | Ancien directeur technique de l'entreprise Razel. Concepteur de nombreux ponts |
| 2013                             | Jiří Stráský                         | Ingénieur concepteur tchèque de ponts en acier et en béton |
| 2014                             | Jacques Combault                     | Ancien responsable des études d'ouvrages d'art chez Campenon-Bernard jusqu'en 1993 (pont de Brotonne, ...), directeur scientifique de l'entreprise GTM International (pont de la Confédération, pont Rion-Antirion, ...), directeur technique de Finley Engineering Group depuis 2005, président de l'AIPC (IABSE) de 2007 à 2010. Concepteur de nombreux ponts. |
| 2015                             | Armando Rito                         | Ingénieur concepteur portugais de ponts en béton. Fondateur de Armando Rito Engenharia, S.A. |
| 2016                             | Alain Pecker                         | Ancien PDG de Géodynamique et Structure Consultant. Professeur à L'École nationale des ponts et chaussées Professeur à L'Institue for Advanced Studies, Université de Pavie |